# Болт (оружие)

Болт из Королевской сокровищницы в Стокгольме

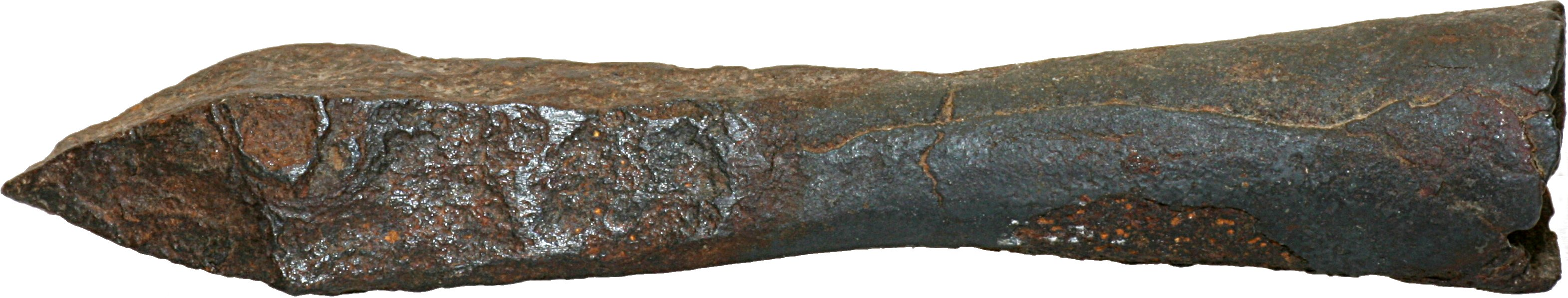
Наконечник болта XIV века

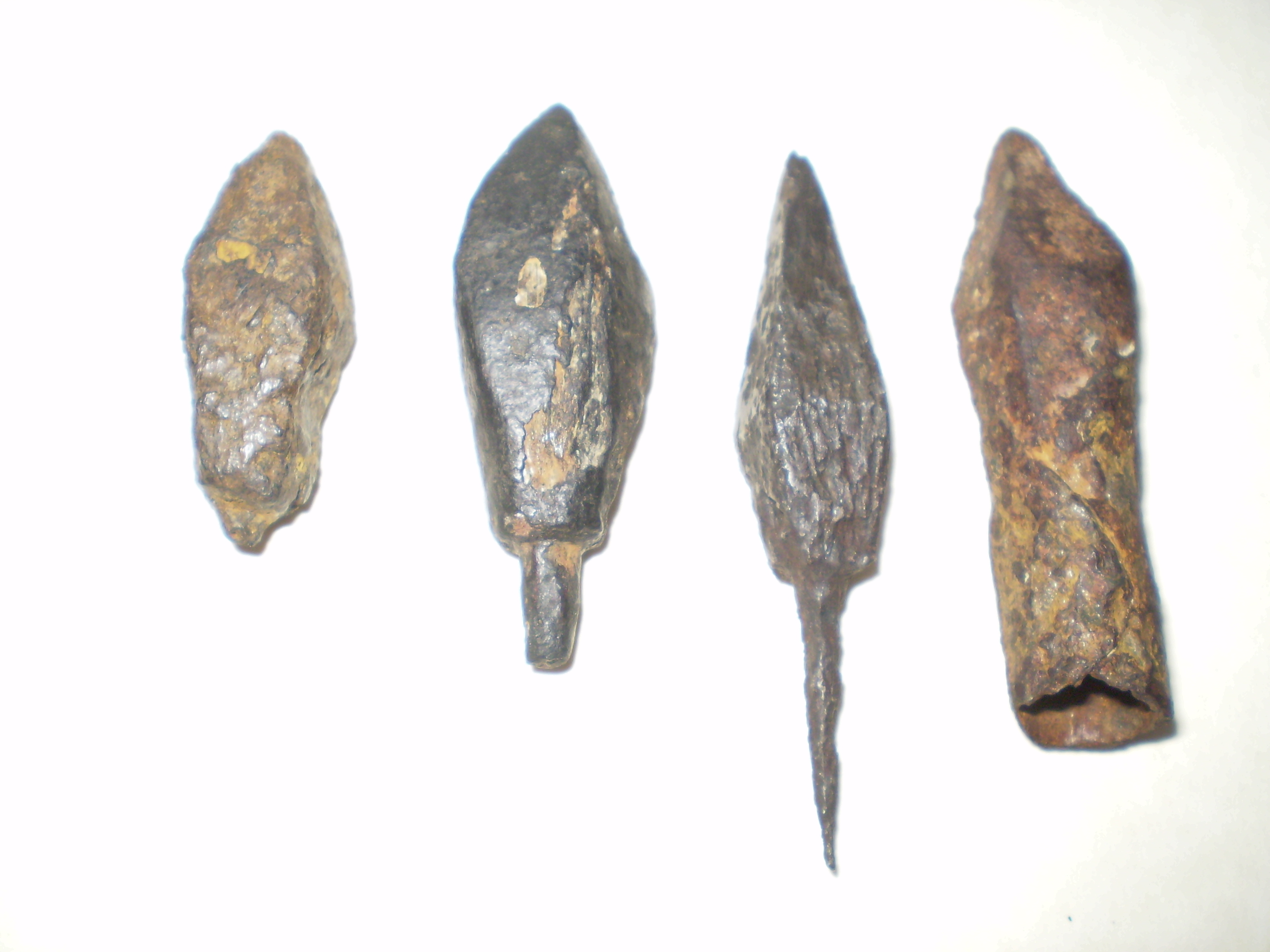
Наконечники арбалетных стрел из Ливонии

Болт (англ. bolt, quarrel, carreau) — боеприпас для стрельбы из арбалета (самострела). Представляет собой короткую и часто толстую стрелу длиной 30—40 см. У крепостных арбалетов длина болта может достигать 80 см. Иногда болты имели оперение, но выреза для тетивы на торце обычно не было. Стрелы для арбалетов или самострелов на Руси традиционно называли «болты самострельные».
Наконечники болтов подразделяются на втульчатые и черешковые. Примерно с начала XIV века втульчатые вытесняют черешковые, как более прочные и имеющие более надёжное крепление с древком. Втульчатые крепились ещё и парой гвоздиков. Все боевые арбалетные наконечники «бронебойные». Обычно они грубо сделаны. Вес арбалетных наконечников значительно превышает вес наконечников обычных стрел (от 18—30 до 30—50 г против весящих в среднем 9 г обычных наконечников, но некоторые весят и до 200 г). Все размеры арбалетных наконечников также превосходят размеры обычных. Причём более древние наконечники XI—XIII вв. менее массивны, чем поздние в XIV—XV вв. Такие изменения соответствовали изменениям в защитном вооружении.
В сечении наконечники болтов квадратные (отсюда и названия quarrel и carreau — от французского «квадрат»), ромбические или реже треугольные или круглые. Имелась и тенденция замены остроугольной формы на ромбическую, так как первые лучше пробивали кольчугу, а вторые — пластинчатый доспех, который всё более доминировал с XIV в. В отличие от Руси, в Западной Европе широко применялись и зажигательные болты. Они снабжались наконечниками с двумя или одним острыми шипами, чтобы болты цеплялись за крыши домов, а не падали на землю.
Последний раз военные арбалеты на Руси упоминаются в документе 1486 г. В западной Европе они использовались дольше.
Охотничьи арбалетные наконечники сделаны более тщательно и имеют другие формы. На Западе по крупному зверю использовали остроконечные и тяжёлые наконечники. Для пушного зверя — с тупыми, крестообразно рассечёнными торцами. Для птицы — круглые тупые. Кроме того, использовали срезни с прямым или полулунным лезвием.
Стрелы для китайских многозарядных арбалетов «чу-ко-ну» (chu-ko-nu) XIX века также имеют, как правило, наконечники квадратного сечения.